# Lupicaire
Lupicaire (detto anche Lupescair Loupescairo; ...) fu un condottiero mercenario del XII secolo, al servizio di Giovanni Senza Terra e poi di Filippo Augusto.

## Biografia

### 1203-1204: Conquista della Normandia di Filippo Augusto

#### A capo della Normandia
L'assassinio di Arturo di Bretagna da parte di Giovanni Senza Terra nel 1203 permise a Filippo Augusto di confiscare il ducato di Normandia al re d'Inghilterra. Re Giovanni, vassallo del re di Francia per la Normandia, non si sottomise a questa sentenza (che lo condannò anche a morte). Filippo Augusto attaccò quindi la Normandia. Entrambi gli eserciti erano composti da cavalieri e truppe mercenarie a piedi:
- Lamberto Cadoc e i suoi mercenari gallesi dalla parte francese.
- Archas Martin e Lupicaire dalla parte anglo-normanna.

Nella primavera del 1204, la cattura del castello Gaillard da parte di Filippo Augusto portò alla sconfitta dell'esercito anglo-normanno e Re Giovanni fuggì in Inghilterra. La maggior parte dei cavalieri si rifiutò di rimanere a combattere in queste condizioni e cercò di negoziare con Filippo Augusto se erano normanni, o di tornare alle proprie terre se non lo erano. Due capi mercenari, Archas Martin e Lupicaire, si ritrovano a governare la Normandia, nominati dal re d'Inghilterra. Ma questa funzione atipica per un condottiero fu di breve durata, con Filippo Augusto che conquistò rapidamente l'intero ducato di Normandia.

#### Tradimento
|  |

Lupicaire si trovava nel castello di Falaise quando l'esercito di Filippo Augusto venne ad assediarlo. Lupicaire tenne il castello per soli 7 giorni, il tempo sufficiente per negoziare con il sovrano francese: egli decise quindi di tradire re Giovanni e di unirsi all'esercito del re di Francia con tutti i suoi mercenari.
Le ragioni di questo cambio di campo sono molteplici. In primo luogo, si poteva considerare una causa persa, dato che gran parte dell'esercito era scomparso con la fuga dei cavalieri e del re stesso. In secondo luogo, se i signori fuggirono e i Normanni cercarono di negoziare, è perfettamente comprensibile che un mercenario del Brabante non volesse morire per difendere la Normandia. Infine, nel 1204, Re Giovanni pagò poco o nulla i suoi mercenari, che si pagarono da soli saccheggiando sul posto.

#### Agli ordini di Guglielmo II di Barres
Secondo Adolphe Poignant, Filippo Augusto cercava di tenere lontani dalla Normandia i cavalieri bretoni che si erano uniti a lui. Questi cavalieri erano 400 ed erano sotto il comando di Guy de Thouars, i quali saccheggiarono le città normanne come Mont-Saint-Michel e Avranches. Queste atrocità furono controproducenti per Filippo Augusto, che cercava la neutralità dei signori normanni. Il re unì quindi i cavalieri bretoni ai mercenari di Lupicaire per formare un nuovo esercito sotto il comando di Guglielmo II di Barres e del conte di Boulogne. Questo esercito si separò da quello di Filippo Augusto e lasciò il cuore della Normandia. Fu incaricato di sorvegliare la regione di Mortain, al confine tra Normandia e Bretagna.